# リタ・マンコウスカ
リタ・マンコウスカ（Rita Mankowska、1989年7月26日 – ）は、オーストラリアの女子サッカー選手。ポーランド系の祖先をもつ。オーストラリアWリーグのメルボルン・ビクトリーに所属。